# 희망의 나라
《희망의 나라》(希望の国 키보노 쿠니[*], The Land of Hope)는 2012년 10월 20일에 개봉한 소노 시온 감독의 일본 영화이다.

## 줄거리
20XX년 일본 나가시마 현 동쪽에서 일어난 대지진으로 원자력 발전소에 사고가 일어나, 발전소 반경 20km이내가 경계 구역으로 지정된다.
과거 동일본 대지진으로 발생한 원자력 발전소 사고시 정부의 대응을 기억하며 아들 부부를 대피시킨다. 상황이 악화되는 가운데 이윽고 오노 가족의 집도 피난구역으로 지정된다.

## 출연
- 나츠야기 이사오
- 오오타니 나오코
- 무라카미 준
- 카구라자카 메구미
- 시미즈 유타카
- 카지와라 히카리
- 츠츠이 마리코
- 덴덴

## 제작

### 촬영
2012년 1월 13일 촬영이 시작됐다.